# Mistrovství světa v zápasu řecko-římském 2017
Mistrovství světa v zápasu řecko-římském za rok 2017 proběhlo v AccorHotels Arena v Paříži, Francie ve dnech 21.-22. srpna 2017.

## Česká stopa
- -66 kg - Michal Novák
- -71 kg - Matouš Morbitzer
- -75 kg - Oldřich Varga
- -75 kg - Petr Novák
- -98 kg - Artur Omarov

## Program
- PO – 21.08.2017 – lehká velterová (−71 kg), velterová (−75 kg), střední váha (−85 kg), těžká váha (−98 kg)
- ÚT – 22.08.2017 – pérová váha (−59 kg), lehká váha (−66 kg), lehká střední (−80 kg), supertěžká váha (−130 kg)

## Výsledky
| Kategorie | Podrobně | Zlato                  | Stříbro                  | Bronz                     | Bronz                     |
| --------- | -------- | ---------------------- | ------------------------ | ------------------------- | ------------------------- |
| -59 kg    |          | Keničiro Fumita (JPN)  | Mirambek Ajnagulov (KAZ) | Kim Sung-hak (KOR)        | Stěpan Marjanjan (RUS)    |
| -66 kg    |          | Rju Han-su (KOR)       | Mateusz Bernatek (POL)   | Atakan Yüksel (TUR)       | Arťom Surkov (RUS)        |
| -71 kg    |          | Frank Stäbler (GER)    | Demew Džadrajev (KAZ)    | Alí Geráí (IRI)           | Bálint Korpási (HUN)      |
| -75 kg    |          | Viktor Nemeš (SRB)     | Alexandr Čechirkin (RUS) | Saíd Abdeválí (IRI)       | Tamás Lőrincz (HUN)       |
| -80 kg    |          | Maksim Manukjan (ARM)  | Radik Kulijev (BLR)      | Elvin Mursalijev (AZE)    | Pascal Eisele (GER)       |
| -85 kg    |          | Metehan Başar (TUR)    | Denis Kudla (GER)        | Robert Koblijašvili (GEO) | Hosejn Núrí (IRI)         |
| -98 kg    |          | Artur Aleksanjan (ARM) | Musa Jovlojev (RUS)      | Balázs Kiss (HUN)         | Revaz Nadarejišvili (GEO) |
| -130 kg   |          | Rıza Kaya'alp (TUR)    | Heiki Nabi (EST)         | Yasmany Acosta (CHI)      | Óscar Pino (CUB)          |